# Unternehmensserviceportal

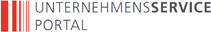
Logo des Unternehmensserviceportals

Das Unternehmensserviceportal, kurz USP, ist ein Webportal für die österreichische Wirtschaft bzw. für alle Wirtschaftstreibenden, die in Österreich ihre Dienstleistungen erbringen (wollen). Seit 1. Januar 2010 finden sich dort Informationen zu unternehmensrelevanten Themen. Das USP ist eine Initiative der österreichischen Bundesregierung (eine Kooperation zwischen Bundesministerium für Finanzen und Bundeskanzleramt). Das Informationsangebot basiert auf den ursprünglich in HELP.gv.at angebotenen Wirtschaftsinhalten, die ins USP übernommen wurden. Im Laufe des Jahres 2010 wurde das USP sukzessive weiterentwickelt und um wesentliche Inhalte angereichert. Ziel ist es, einen zentralen One-Stop-Shop einzurichten, in dem Unternehmen die für sie relevanten Informationen abfragen sowie ihre Informationsverpflichtungen rasch und effizient abwickeln können.